# East Hanney
East Hanney – wieś i civil parish w Anglii, w Oxfordshire, w dystrykcie Vale of White Horse. W 2011 roku civil parish liczyła 748 mieszkańców. East Hanney jest wspomniana w Domesday Book (1086) jako Hanlei.